# Kanton Secondigny
Kanton Secondigny (fr. Canton de Secondigny) je francouzský kanton v departementu Deux-Sèvres v regionu Poitou-Charentes. Skládá se z osmi obcí.

## Obce kantonu
- Allonne
- Azay-sur-Thouet
- Neuvy-Bouin
- Pougne-Hérisson
- Le Retail
- Saint-Aubin-le-Cloud
- Secondigny
- Vernoux-en-Gâtine